# Z/OS
z/OS es el sistema operativo actual de las computadoras centrales de IBM. Del sistema MVT (de 1967) se pasó al MVS en 1974 añadiéndole múltiples espacios de memoria virtual, agregándole a este compatibilidad UNIX se pasó al OS/390 en 1995, y ampliando a este el direccionamiento de 64 bits se pasó a z/OS en el año 2001.
z/OS ofrece muchos de los atributos que poseen los modernos sistemas operativos, pero también conserva muchas de las funcionalidades que tenía originalmente en los años 60 y 70 y que aún se utilizan con frecuencia hoy en día. Entre ellos podemos encontrar COBOL, CICS, IMS (IBM), DB2, RACF y SNA.
En z/OS también es posible ejecutar una versión de 64 bits de Java, admite API de UNIX (Especificación Única de UNIX), y se comunica directamente con TCP/IP. El sistema operativo complementario z/VM, otorga la manipulación de varios sistemas operativos virtuales ("guests") en el mismo mainframe físico. Estas nuevas funciones en z/OS y z/VM, así como la compatibilidad con Linux han impulsado el desarrollo de nuevas aplicaciones para mainframes. Muchas de las cuales utilizan Websphere Application Server (WAS) para z/OS.